# タオカスグル
タオカ スグル（Taoka Suguru）はミュージック・ビデオやライブビデオを演出する日本の映像ディレクター。

## 来歴
2020年、関西大学卒業後、「しくじり先生 俺みたいになるな!!」のスタッフとして在籍。
2021年より独立後、東京を拠点に映像作家として活動。

## 主な監督作品

### ミュージック・ビデオ
- TK from 凛として時雨「UN-APEX（俺だけレベルアップな件 Season 2 -Arise from the Shadow- EDテーマ）」
- NEE 「一揆」「泣いとけば良かった」「ポップスター」
- BURNOUT SYNDROMES×東山奈央「魔王」
- 藤咲凪（最終未来少女）「幸あれいっ」
- moon drop「閃光花火」「往日」
- トンボコープ「Now is the best!!!」「明日の一面」「嘘だって」
- berry meet「月が綺麗だって」「純情」
- さらば青春の光 (お笑いコンビ) & 三四郎 (お笑いコンビ)「満パンスター2023 -さらば&三四郎が3月にライブすることだけ決まってる番組-満パンスターのテーマ」（Music：川谷絵音）
- 凛として時雨「Tornado Anniversary 2023 〜15m12cm〜 Promotion Video 」
- TK from 凛として時雨「MAD SAKASAMA TOUR 2024 Promotion Video」
- クジラ夜の街「ここにいるよ」「雨の魔女」
- 黒子首「ラビリンス」「トビウオ愛記」「バタフライ（lyric ver）」
- シャイトープ「桃源郷」
- Ryo Umekawa「週末のマーチ」
- Yutori「キミニアワナイ」
- DeNeel「ドラマ」「導火（TVアニメ「キングダム (漫画)」第5シリーズ オープニング・テーマ)」「雨鳥天」「富と果実（田中美久主演ドラマ『シンデレラ・コンプレックス』OP)」「怪盗」
- Organic Call「最後の愛」「ハッピーエンドロール」
- 奔走狂走局「の中」「さらばおさらば」
- anewhite「嫌いな花」
- billyrrom「windy you」

ほか